# 12 X 5
12 X 5 – drugi album w Stanach Zjednoczonych grupy The Rolling Stones, wydany 17 października 1964 roku.
Pięć utworów z tej płyty pochodzi z wydanej 14 sierpnia 1964 roku EPki zatytułowanej Five by Five.

## Lista utworów
1. „Around and Around” (Chuck Berry) – 3:03
2. „Confessin' the Blues” (Jay McShann/Walter Brown) – 2:47
3. „Empty Heart” (Nanker/Phelge)¹ – 2:37
4. „Time Is on My Side” (Norman Meade) – 2:53
  - Jest to wersja 'organowa' utworu, w przeciwieństwie do wersji z gitarowym wstępem
5. „Good Times, Bad Times” (Mick Jagger/Keith Richards) – 2:30
6. „It's All Over Now” (Bobby Womack/Shirley Jean Womack) – 3:26
7. „2120 South Michigan Avenue” (Nanker/Phelge) – 3:38
  - Jest to pełna wersja utworu, znana uprzednio tylko z albumu pirackiego; bootlegu
8. „Under the Boardwalk” (Arthur Resnick/Kenny Young) – 2:46
9. „Congratulations” (Mick Jagger/Keith Richards) – 2:29
10. „Grown Up Wrong” (Mick Jagger/Keith Richards) – 2:05
11. „If You Need Me” (Robert Bateman/Wilson Pickett) – 2:04
12. „Susie Q” (Eleanor Broadwater/Stan Lewis/Dale Hawkins) – 1:50

¹ Nanker/Phelge to pseudonimy Micka Jaggera i Keitha Richardsa

## Muzycy
- Brian Jones – gitara, harmonijka, wokal, perkusja
- Mick Jagger – prowadzący wokal harmonijka, perkusja
- Keith Richards – gitara, wokal
- Charlie Watts – perkusja
- Bill Wyman – gitara basowa, wokal

## Listy przebojów

### Album
| Rok  | Lista                | Pozycja |
| ---- | -------------------- | ------- |
| 1964 | Billboard Pop Albums | 3       |
| 1965 | Billboard Pop Albums | 3       |

### Single
| Rok  | Single               | Lista                 | Pozycja |
| ---- | -------------------- | --------------------- | ------- |
| 1964 | „It's All Over Now”  | UK Top 50 Singles     | 1       |
| 1964 | „It's All Over Now”  | The Billboard Hot 100 | 26      |
| 1964 | „Time Is On My Side” | The Billboard Hot 100 | 6       |

## Certyfikaty i sprzedaż
| Kraj                     | Certyfikat  | Sprzedaż |
| ------------------------ | ----------- | -------- |
| Stany Zjednoczone (RIAA) | złota płyta | 500 000+ |